# جان بيار ليمان
جان بيار ليمان هو اقتصادي سويسري، ولد في 29 أغسطس 1945، وتوفي في 21 ديسمبر 2017 بسبب انصمام رئوي.